# 秀英竹
秀英竹，是香港原生獨有的禾本科植物，是中國境內易危物種。於1981年在尖山首次發現，並以胡秀英博士之名而命名。因為僅見分佈於尖山及中文大學校園，所以特別具有科學研究價值。根狀莖細長型。稈複叢生，竹葉翠綠，身高約4至6米，節間幼時常顯現紫色斑點。

## 形態特徵
竹竿約高達4－6米，直徑約1－2厘米。節間長約22－38厘米，節間幼時常有紫色斑點顯現並長有疏生短刺毛，節下常披一圈白粉。竹竿中部分枝常為3枝，中、下部有分枝之一側扁平，主枝稍粗。稈籜早落或脫落，籜鞘黃綠色，基部略帶褐色，先端漸狹而截平，背部近無毛或具淡棕色刺毛，邊緣披纖毛。籜耳細小，邊緣有2或3條剛毛；籜舌截平，高約1毫米，邊緣被白色短纖毛；籜片直立，卵狀披針形或披針形，綠帶褐色，基部寬度約為籜鞘頂端寬度的一半。葉片線狀披針形，兩面無毛，葉下表面有狹長方格狀小橫脈，長約12－20厘米，寬約8－13毫米。葉鞘無毛，常帶有紫色小斑點，葉約5－9片生長於開花的枝條上；葉耳不發達，葉鞘口有2－3條剛毛。葉舌暗紫色，背部有毛，高約0.5－1毫米。花為總狀或簡單圓錐狀花序，小穗2－4枚，披針狀，含小花5－15朵，長約8－9毫米，寬約4.5－5毫米。